# Markus Hayer
Markus Hayer (* 18. August 1985) ist ein ehemaliger deutscher Fußballspieler.

## Karriere
Von 2004 bis 2010 spielte Markus Hayer für Germania Dattenfeld bzw. den später umbenannten TSV Germania Windeck. Mit Dattenfeld wurde er 2007/08 Meister der Mittelrheinliga und stieg in die Oberliga Nordrhein auf. 2009 qualifizierte er sich mit dem Verein für die neue NRW-Liga und nach einer erfolgreichen Saison 2009/10 mit Rang drei wechselte Hayer im Sommer 2010 erstmals in den Profifußball und heuerte beim Drittligisten Kickers Offenbach an. Sein Debüt für die Offenbacher gab er am 15. August 2010, als er beim überraschenden 3:0-Sieg in der ersten Runde des DFB-Pokals gegen den Zweitligisten VfL Bochum in der 89. Minute für Olivier Occéan eingewechselt wurde. Markus Hayer blieb jedoch ein Stammplatz verwehrt und er kam nur in der Reserve der Offenbacher zum Einsatz. Zu seinem Profidebüt kam er erst am 6. November 2010, als er am 15. Spieltag der 3. Liga, beim 2:0-Sieg gegen die zweite Mannschaft des VfB Stuttgart, in der Startelf stand. Hierbei markierte er auch den Treffer zum 1:0. Bis Saisonende kam er jedoch nur auf fünf weitere Einsätze. In seinem zweiten Jahr erzielte er in 19 Spielen drei Tore für den OFC.
Für die Saison 2012/13 unterschrieb er einen Einjahresvertrag beim Drittligakonkurrenten 1. FC Saarbrücken. Im Dezember 2012 zog er sich im Training einen Kreuzbandriss zu und fiel für den Rest der Saison aus. Nach sechs Monaten Zwangspause erlitt Hayer im Juni 2013 in der Reha einen erneuten Kreuzbandriss. Am 31. Januar 2014 wurde sein Vertrag aufgelöst. Nur fünf Tage später nahm ihn die zweite Mannschaft von Bayer 04 Leverkusen unter Vertrag, für die er allerdings nie spielte, da er weiterhin an seinem Kreuzbandriss laborierte. Nach weiteren anderthalb Jahren bei den Sportfreunden aus Siegen in der Regionalliga West, wechselte Hayer im Juli 2015 zum Landesligisten FV Wiehl 2000 und war dort als spielender Co-Trainer tätig. 2017 übernahm er das Traineramt beim B-Kreisligisten VfR Marienhagen.